# Men in Black

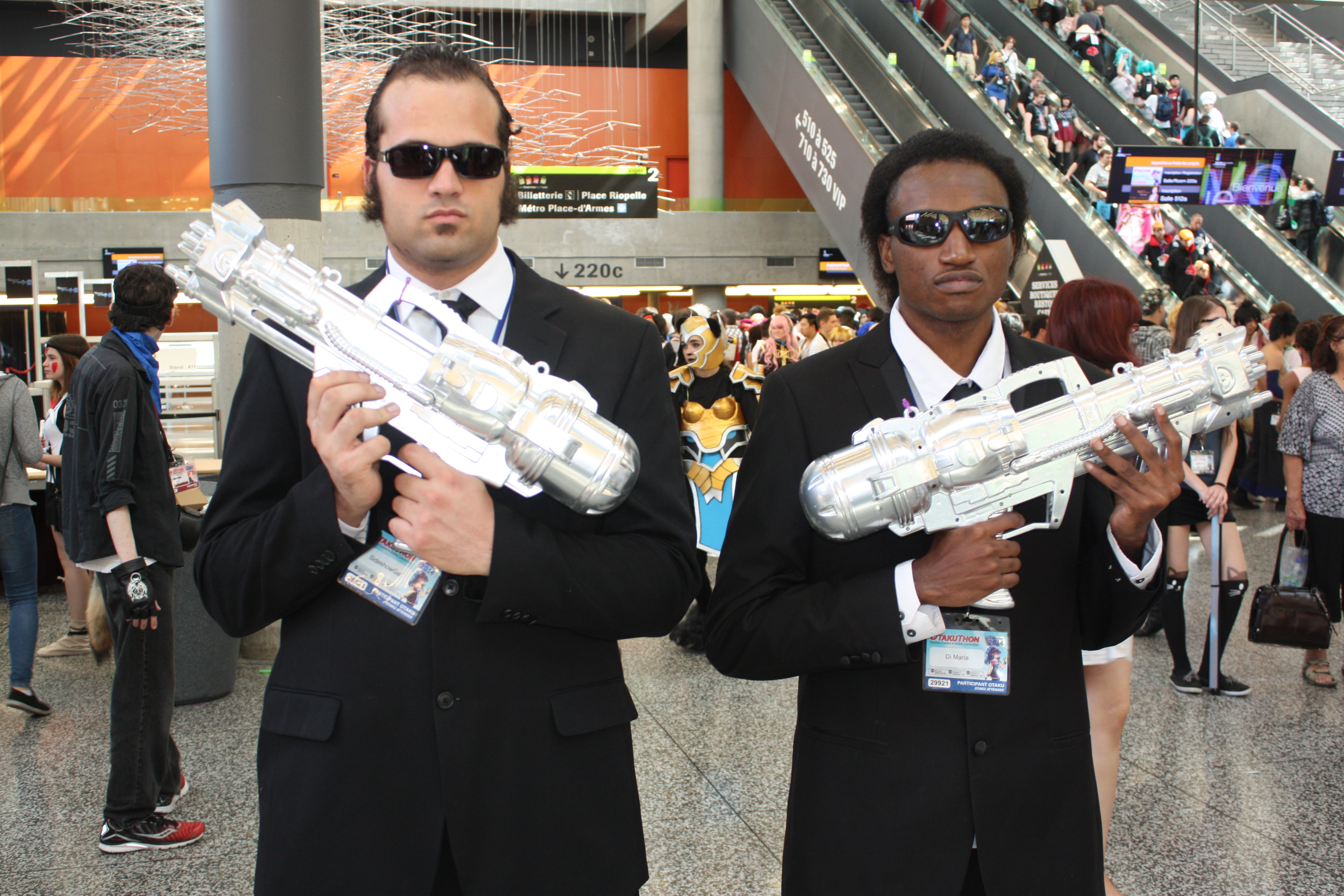
Cosplay under konventet Otakuthon i Québec, 2014

Men in Black (Finland: MIB - Svartklädda män) är en amerikansk science fiction-film som hade biopremiär i USA den 2 juli 1997, i regi av Barry Sonnenfeld. Filmen bygger på en tecknad serie av Lowell Cunningham. Filmen har fått uppföljarna Men in Black II (2002) och Men in Black III (2012).

## Handling
När en utomjording börjar en våldsam jakt efter ett smycke som en annan typ av utomjordingar tänker beskydda om det så innebär att Jorden måste förstöras, faller uppdraget att rädda planeten på den superhemliga statliga organisationen "Men in Black". När ryktet börjar gå bland alla andra rymdvarelser som bor på Jorden, blir det snart ont om rymdskepp att fly i. 

## Rollista i urval
- Tommy Lee Jones - Agent K
- Will Smith - James Darrell Edwards III/Agent J
- Linda Fiorentino - Dr. Laurel Weaver
- Vincent D'Onofrio - Edgar/Krypet
- Rip Torn - Zed
- Tony Shalhoub - Jack Jeebs
- Siobhan Fallon - Beatrice, Edgars fru
- Richard Hamilton - Agent D, K's första partner
- Kent Faulcon - 2nd Lt. Jake Jensen
- John Alexander - Mikey
- David Cross - Newton, bårhuspersonal
- Debbie Lee Carrington - Utomjordisk pappa
- Verne Troyer - Son till utomjordning
- Jon Gries - Nick - van-chaufför
- Karen Lynn Gorney - Annonsutropare
- Patricia McPherson - K's fru
- Alison Gordy - Fotgängare
- Tim Blaney - Frank (röst)
- Mike Nussbaum - Gentle Rosenberg, Arquillian
- Carel Struycken - Arquillan

### Fotnoter
1. ↑  ”Men in Black” (på engelska). Box Office Mojo. 2 juli 1997. http://www.boxofficemojo.com/movies/?id=meninblack.htm. Läst 10 september 2016.